# Zoran Savić
Pour les articles homonymes, voir Savić.
Zoran Savić, né le 18 novembre 1966 à Zenica, est un joueur serbe de basket-ball évoluant au poste de pivot. Il prend sa retraite en 2002.

## Biographie

### En Yougoslavie
Ce joueur de 2,05 m fait partie de la génération de basketteurs yougoslaves qui apparaît au début des années 1990. Après quelques expériences dans d'autres sports, Savić commence à jouer au basket-ball à l'âge de 16 ans au HKK Čapljina Lasta (en). Lors de l'année suivante, il rejoint l'équipe junior du Celik Zenica, avec laquelle il devient professionnel lors de la saison 1984-85, dans la Ligue de la République de Bosnie (troisième division). Ses débuts tardifs et le fait qu'il ne joue pas immédiatement dans l'élite font de Zoran Savić l'un des joueurs les plus anonymes de la génération yougoslave de 1966. Avec l'arrivée de l’entraîneur serbe Kosta Jankov, le Zelica monte en seconde division, si bien que Savić se fait connaître à partir de 1989 quand l'entraîneur de la Jugoplastika Split, Bozidar Maljkovic, se rend aux entraînements de l'équipe bosnienne pour voir l'ailier-fort en action. Avec Savić, Jankov est également recruté par la Jugoplastika comme technicien assistant.
En 1989, la Jugoplastika est non seulement une bonne équipe de la Prva Liga yougoslave, mais aussi le champion en titre de la Coupe des clubs champions.
Il participe à deux des trois titres du Jugoplástika Split en 1990 et 1991 aux côtés de Toni Kukoč, Dino Radja (pour l'année 1990 seulement) et Goran Sobin, en jouant comme remplaçant de ces deux derniers. Avec le départ de Radja au Il Messagero de Roma, il devient l’ailier-fort titulaire d'une équipe qui gagne tout durant la saison avec une extraordinaire performance de Savić en finale de la Coupe des champions face à Barcelone, où il marque 27 points.

### Carrière européenne
Il part jouer en Espagne au FC Barcelone, avec un bon rendement individuel mais pas collectif, puis il part au PAOK Salonique en Grèce. Il remporte avec celui-ci la Coupe Korać 1994. Après un nouveau passage en Espagne, au Real Madrid il rejoint le Kinder Bologne. Il y remporte sa 3e Euroligue en 1998 (MVP du Final Four), réalisant également le doublé dans les compétitions nationales. 
Après un passage en Turquie avec l'Efes Pilsen, où il fait sa dernière saison à plein rendement à cause d'une blessure, il retrouve son ancien club de Barcelone pour faire des entraînements. À cause d'une blessure de Rony Seikaly, l'entraîneur barceloniste Aíto García Reneses lui offre l'occasion de rejoindre l'équipe, avec qui réalise le doublé ligue ACB - Coupe du Roi en 2001 ; une saison marquée par l'éclosion du jeune Pau Gasol. Après un nouveau passage en Italie dans l'autre club de Bologne, il décide d'arrêter sa carrière en 2002, à 36 ans.

### Sélection nationale
Il aura également fait partie de l'équipe de Yougoslavie avec qui il remporte sa première médaille internationale avec le titre mondial obtenu lors du championnat du monde en Argentine. L'année suivante, il remporte le titre européen à Rome. Puis ce sont les années sans compétition internationale en raison de l'exclusion de la Yougoslavie à la suite des événements qui se déroulent dans le pays.
Au retour de la Serbie sur la scène internationale, il remporte deux nouveaux titres européens en 1995 et 1997 ainsi qu'une médaille d'argent aux Jeux olympiques 1996 à Atlanta.
Après sa carrière de joueur, il est devenu directeur technique tout d'abord au Climamio Bologne avec pour résultats un titre de champion d'Italie et une finale d'Euroligue en 2004. En 2005, il devient directeur technique de son ancien club du FC Barcelone.

## Clubs successifs
- 1989-1991:  KK Split
- 1991-1993:  FC Barcelone
- 1993-1995:  PAOK Salonique
- 1995-1996:  Real Madrid
- 1996-1998:  Kinder Bologne
- 1998-1999:  Efes Pilsen Istanbul
- 2000-2001:  FC Barcelone
- 2001-2002:  Skipper Bologne

## Palmarès

### Club
- Euroligue
  - 1998 avec Kinder Bologne
  - 1990 et 1991 avec Jugoplastika de Split
- Coupe Korać
  - 1994 avec le PAOK Salonique
- Compétitions nationales
  - Champion de Yougoslavie 1990, 1991
  - Coupe de Yougoslavie 1990, 1991
  - Ligue ACB 2001 2001 avec le FC Barcelone
  - Coupe du Roi 2001
  - Champion d'Italie 1998 avec Kinder Bologne
  - Coupe d'Italie 1998
  - Coupe de Grèce 1995
  - Supercoupe de Turquie 1998
- distinctions individuelles
  - MVP de la finale de la Coupe des clubs champions 1991
  - MVP de la finale de l'Euroligue 1998

### Équipe nationale
- Jeux olympiques d'été
  -  médaille d'argent aux Jeux olympiques d'été de 1996 à Atlanta
- championnat du monde
  -  médaille d'or au championnat du monde 1990 en Argentine
- championnat d'Europe
  -  médaille d'or au championnat d'Europe 1991 à Rome
  -  médaille d'or au championnat d'Europe 1995 à Athènes
  -  médaille d'or au championnat d'Europe 1997 à Barcelone